# François d'Escoubleau de Sourdis
François kardinal d'Escoubleau de Sourdis, francoski rimskokatoliški duhovnik, škof in kardinal, * 25. oktober 1574, Châtillon-sur-Sèvre, † 8. februar 1628.

## Življenjepis
3. marca 1599 je bil povzdignjen v kardinala. 5. julija istega leta je bil imenovan za nadškofa Bordeaux in 21. decembra 1599 je prejel škofovsko posvečenje.
Pozneje je bil še štirikrat imenovan za kardinal-duhovnika: Ss. XII Apostoli (20. december 1600), S. Marcello (30. januar 1606), S. Pietro in Vincoli (29. marec 1621) in S. Prassede (13. oktober 1621).